# Амин аль-Хусейни
Мухаммад Амин аль-Хусейни (араб. محمد أمين الحسيني‎; ок. 1895, Иерусалим, Османская империя — 4 июля 1974, Бейрут, Ливан) — муфтий Иерусалима, лидер арабских националистов в Палестине. Военный преступник, который был приговорён к смертной казни, но избежал исполнения приговора.

## Биография

### До Второй мировой войны
Происходил из одной из наиболее богатых и влиятельных арабских семей Иерусалима. Учился в школе еврейского движения Альянс в Иерусалиме, затем в исламском университете аль-Азхар в Каире и в училище, готовившем административных работников, в Стамбуле. В 1914—1917 гг. служил в турецкой армии; после захвата Палестины британскими войсками стал чиновником военной администрации. Возглавлял «Арабский клуб» — одну из двух крупнейших организаций националистически настроенной арабской молодёжи в Иерусалиме.
Аль-Хусейни был заочно приговорён английским судом к 10 годам тюремного заключения за организацию антиеврейских беспорядков в Иерусалиме в апреле 1920 года, но был помилован в августе того же года. В мае 1921 года британский Верховный комиссар Герберт Сэмюэл назначил аль-Хусейни муфтием Иерусалима (до марта 1921 года этот пост занимал его сводный брат).
Аль-Хусейни принял активное участие в организации еврейских погромов в 1929 году. Он председательствовал на Всемирной Исламской конференции в 1931 году, в ней приняли участие 22 исламские страны.
31 марта 1933 года, через два месяца после прихода Гитлера к власти, аль-Хусейни посетил германского консула в Иерусалиме Генриха Вольфа. Хусейни заявил Вольфу, что мусульмане как в Палестине, так и за её пределами, приветствуют нацистский режим и надеются, что он распространится на другие страны чтобы устранить повсюду еврейское влияние. По словам Хусейни, мусульмане надеются на бойкот евреев в Германии и готовы поддержать его во всём мусульманском мире.
В 1936 году аль-Хусейни встречался со швейцарским банкиром Франсуа Жено, позже ставшим известным как финансист нацистской Германии на Ближнем Востоке. Согласно Чаку Морзе, нацисты финансировали аль-Хусейни во время арабского восстания 1930-х гг. в Палестине.
11 февраля 1936 года, выступая на первом заседании созданной им по образцу Гитлерюгенда юношеской организации «Al Futuwwah», он отметил, что Гитлер начал с 6 последователей, а теперь у него 60 миллионов. «Al Futuwwah» стала основной арабской подпольной группой как в ходе беспорядков 1936—1939 гг., так и в 1948 году.
В 1936 г. на конференции арабских партий в Наблусе был избран Верховный арабский комитет во главе с аль-Хусейни, возглавивший арабское восстание 1936—1939 годов. Полковник Фредерик Киш в 1938 году писал:

Я ничуть не сомневаюсь, что если бы муфтий не злоупотреблял своей огромной властью, а правительство не терпело бы его выходки в течение пятнадцати лет, то арабы и евреи уже давным-давно достигли бы взаимопонимания в контексте мандата.— 

### Союз с нацистами

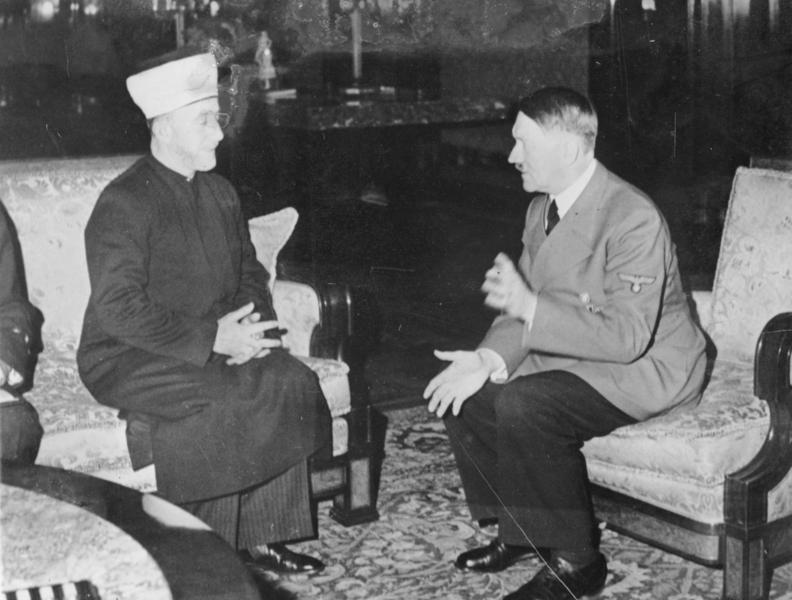
Мухаммад Амин аль-Хусейни и Адольф Гитлер

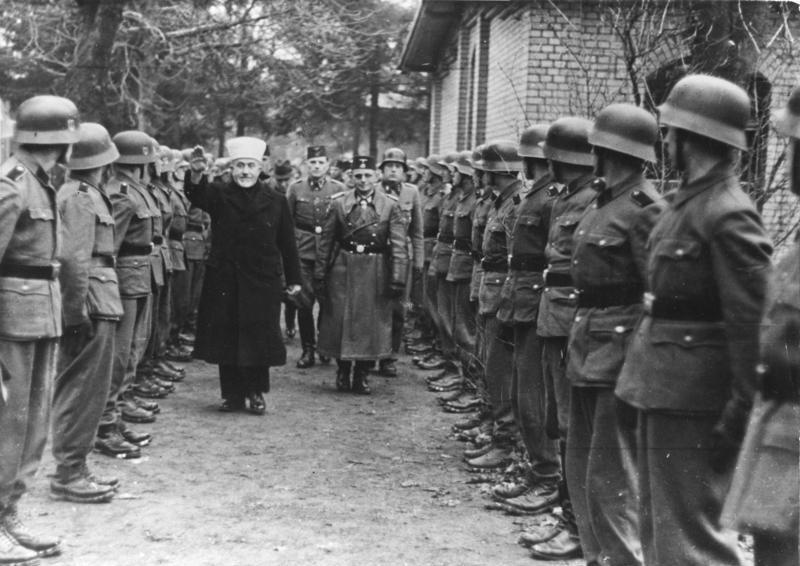
Встреча мусульман из состава 13-й горной дивизии СС «Ханджар» с муфтием Хадж-Амином аль-Хусейни. Фото 1943 года

В начале Второй мировой войны британские власти сместили аль-Хусейни с поста муфтия. Он бежал, но продолжал руководить арабским восстанием из Дамаска и Бейрута. В 1940 году аль-Хусейни отправился в Ирак, где принял участие в прогерманском антибританском перевороте Рашида аль-Гайлани в 1941 году. После подавления переворота англичанами он жил в Италии, а затем в нацистской Германии, где получал от её правительства 50 000 марок в месяц.
28 ноября 1941 года  в Берлине состоялась встреча аль-Хусейни и Гитлера. Как сообщалось в сводке новостей из Берлина, «фюрер приветствовал Великого муфтия Иерусалима, одного из наиболее выдающихся представителей арабского национального движения». В ходе встречи аль-Хусейни называл Гитлера «защитником ислама», а тот, в свою очередь, пообещал муфтию «уничтожить еврейские элементы на Ближнем Востоке». Аль-Хусейни сказал Гитлеру, что Германия и арабы — естественные союзники, так как имеют общих врагов — англичан, евреев и коммунистов. Аль-Хусейни пообещал организовать панарабское восстание и предложил создать Арабский легион в германской армии. Гитлер пообещал упразднить «еврейский национальный очаг» в Палестине и предоставить арабам независимость после войны (однако официально такого заявления сделано не было). Согласно раскрытым в 2010 году данным спецслужб США, Гитлер пообещал аль-Хусейни, что немецкие войска, передислоцированные с Кавказа, и Африканский корпус «освободят арабов на Ближнем востоке», и что «главной целью Германии будет уничтожение евреев».
Амин аль-Хусейни помог сформировать эсэсовскую дивизию из югославских мусульман-боснийцев (13-ю горную дивизию СС «Ханджар»).
В дополнение к этому он предложил создать под эгидой Вермахта многотысячный Арабский легион. В 1943 году он лично обратился к рейхсминистру иностранных дел Риббентропу, требуя предотвратить эмиграцию 5000 еврейских детей из Болгарии в Палестину. Он настаивал на бомбардировке Тель-Авива, требовал высадить в Палестине немецких парашютистов. 1 марта 1944 года по «Радио Берлина» муфтий призвал весь исламский мир вести джихад против евреев. Он заявил: «Арабы! Вставайте, как один и боритесь за ваши священные права. Убивайте евреев, где вы только их ни найдете. Это угодно Богу, истории и религии. Это спасет вашу честь».
Хорошие отношения с нацистами муфтий сохранил и в послевоенную эпоху. Среди его близких друзей известен, например, Йоханн фон Леерс, идеолог ведомства Геббельса.

### В послевоенные годы
Незадолго до поражения Германии аль-Хусейни в сопровождении двух других арабов на тренировочном самолёте Siebel Si 204 DL+NT с закрашенными опознавательными знаками перелетел из австрийского города Клагенфурта в Швейцарию, где после приземления на аэродроме Берн-Бельп попросил убежища. Когда, несмотря на все его усилия и содействие эмира Шакиба Арслана и египетского посла, швейцарские власти отказались укрывать муфтия и сопровождающих его лиц, а двух немецких пилотов отправили в Германию, он решил сдаться французам. Он был ими арестован на КПП Констанц и содержался сначала в парижской тюрьме Шерш-Миди, а затем на вилле под Парижем. Аль-Хусейни был внесен югославскими властями в список нацистских военных преступников, подлежащих суду. Однако Лига арабских государств обратилась к маршалу Тито с просьбой не настаивать на выдаче муфтия.
В 1946 году он бежал и поселился в Каире. После поражения арабов в 1948 году аль-Хусейни сформировал в Газе (занятой египетскими войсками) «Всепалестинское правительство», однако оно не имело никакой реальной власти и в 1959 году было распущено. В дальнейшем аль-Хусейни жил в Каире и Бейруте, занимаясь политической деятельностью панисламистского характера.
Амин аль-Хусейни был убеждённым противником Хашимитской династии, в особенности иорданского короля Абдаллаха ибн Хусейна, который был убит в 1951 году в Иерусалиме одним из приверженцев аль-Хусейни.
Родственники Амина аль-Хусейни:
- Фейсал аль-Хусейни (внук), бывший уполномоченный по делам Иерусалима палестинской администрации.
- Арафат, Ясир (племянник), председатель Палестинской национальной администрации, лидер ФАТХа и председатель исполкома Организации освобождения Палестины.

Умер в Бейруте 4 июля 1974 года. В похоронах участвовал Ясир Арафат.

## Отзывы современников
Один из соратников аль-Хусейни по борьбе с британцами и евреями в Палестине, Фавзи аль-Кавукджи, командовавший Арабской освободительной армией, а ранее обвинявшийся муфтием в работе на Великобританию и Францию, называл его полным невеждой, претендующим на абсолютное знание и авторитет; эгоцентристом, не допускающим возникновения конкурентов в борьбе за популярность среди арабов; а также властолюбцем, обвиняющим в предательстве всех несогласных и отдающим приказы об убийстве других людей, обладающих влиянием.